# Planipapillus annae
Planipapillus annae är en klomaskart som beskrevs av Reid 2000. Planipapillus annae ingår i släktet Planipapillus och familjen Peripatopsidae. Inga underarter finns listade i Catalogue of Life.